# Jens Söring
Jens Söring

Link zum Bild

Jens Söring (* 1. August 1966 in Bangkok, Thailand) ist ein deutscher Staatsbürger, der im Jahr 1990 im US-Bundesstaat Virginia wegen des am 30. März 1985 verübten Mordes an den Eltern seiner damaligen Freundin Elizabeth Haysom zu zwei lebenslangen Freiheitsstrafen verurteilt wurde. Nachdem die Polizei ihre Ermittlungen auf Söring ausgedehnt hatte, flohen er und wenige Tage später auch Haysom ins Ausland. Im April 1986 wurde das Paar in London festgenommen. Haysom wurde 1987 in den USA wegen Anstiftung zum Mord in zwei Fällen zu 90 Jahren Haft verurteilt, sie bezeichnete Söring als den Täter. Söring hatte nach seiner Festnahme im polizeilichen Verhör mehrfach gestanden, bestritt aber vor Gericht, am Tatort gewesen zu sein. 2019 kam er nach über 33 Jahren Haft auf Bewährung frei und wurde nach Deutschland abgeschoben. Söring verfasste mehrere Bücher, von denen die meisten während seiner Haft erschienen.

## Leben

### Herkunft und Studium in den USA
Jens Söring wurde als Sohn eines deutschen Diplomaten in Thailand geboren und kam im Alter von 11 Jahren mit seinen Eltern in die Vereinigten Staaten. 1984 begann er an der Universität von Virginia in Charlottesville zu studieren. Er ging bald eine Beziehung mit der zwei Jahre älteren kanadischen Studentin Elizabeth Haysom ein, die ebenfalls Stipendiatin an der Universität von Virginia war. Aus Briefen, die Söring und Haysom einander vor den Morden schrieben, geht hervor, dass ihre Beziehung von euphorischer Leidenschaft, seelischer Überspannung und bizarren Gewaltphantasien geprägt war.

### Morde und erste Ermittlungen
Am 30. März 1985, einem Samstag, wurden Elizabeth Haysoms Eltern, Derek und Nancy Haysom, in ihrem Haus (37° 29′ 2,5″ N, 79° 15′ 14,5″ W) im Bedford County in Virginia ermordet. Eine Nachbarin fand die Toten am 3. April 1985. Nancy Haysom lag in der Küche, Derek zwischen Ess- und Wohnzimmer. Er hatte 36 Stichwunden, Nancy Haysom sechs. Beiden Opfern war die Kehle durchtrennt worden.
Im Tatzeitraum hielten sich Söring und Elizabeth Haysom in Washington, D.C. auf. Sie mieteten am 29. März nachmittags ein Auto in Charlottesville, fuhren nach Washington und wohnten dort in einem Marriott-Hotel. Das Hotelzimmer wurde auf den Namen Elizabeth Haysom gebucht und die Hotelrechnung mit einer Kreditkarte von Sörings Vater bezahlt. Am 31. März wurde der Mietwagen in Charlottesville bei der Autovermietung zurückgegeben.
Die Ermittler fanden weder eine Tatwaffe noch Fingerabdrücke. Sie sicherten Spuren am Tatort, darunter einen blutigen Sockenabdruck und zahlreiche weitere Blutspuren. Es fand sich auch Blut der Blutgruppe 0 – Sörings Blutgruppe. Nancy Haysom hatte die Blutgruppe AB, ihr Ehemann Derek Haysom die Blutgruppe A. Bei der Beerdigung der Haysoms hatte Söring sichtbare Verletzungen, die von einem Kampf mit den Opfern stammen konnten.
Es gab keine Zeugen des Verbrechens. Die Ermittler befragten alle Familienmitglieder. Sie fanden Elizabeth Haysoms Verhalten bei ihren Befragungen merkwürdig. Sie stellten fest, dass der Kilometerstand des Mietwagens die aussagegemäß zurückgelegte Strecke von Charlottesville nach Washington und zurück (240 Meilen) um etwa 429 Meilen (= 690 km) überstieg. Damit galten Haysom und Söring als verdächtig. Sie behaupteten zunächst, sie hätten sich auf dem Weg nach Washington verfahren.

### Flucht
Söring wurde am 6. Oktober 1985 in Bedford vernommen. Er wollte keine Aussagen machen. Danach forderten die Ermittler Haysom und Söring auf, Finger- und Fußabdrücke sowie Blutproben abzugeben. Haysom kam der Anforderung nach. Söring verweigerte die Abgabe und floh aus den USA – nicht ohne vorher die Fingerabdrücke in seiner Wohnung und seinem Auto abzuwischen und sein Bankkonto zu leeren. Damit brach er sein durch ein Stipendium finanziertes Studium an der Universität von Virginia ab. Er hinterließ den Ermittlern einen spöttischen Brief, in dem er als Grund für seine Flucht „meine seit langem bestehende Unzufriedenheit mit meinem Leben hier“ angab.
Haysom folgte Söring nach wenigen Tagen nach Europa, sie sahen sich am 15. Oktober in Paris wieder. Danach waren sie monatelang rund um die Uhr zusammen. Sie waren in Asien und Europa unterwegs und lebten von Gelegenheitsjobs und Scheckbetrug.

### Festnahme in London
Beide wurden am 30. April 1986 von einer Londoner Ladendetektivin bei einer Betrugsmasche ertappt und festgenommen. Sie kamen in Untersuchungshaft.
Die englischen Ermittler Terry Wright und Kenneth Beever, die später Anfang Juni die beiden Verdächtigen auch zum Mord an den Haysoms vernahmen, bekamen den Fall zugeteilt. Zunächst gab das Paar falsche Namen an. Söring legte Ausweisdokumente unter dem Pseudonym „Christopher Platt Noe“ vor, willigte aber in eine Durchsuchung der gemeinsamen Wohnung ein. Dabei fanden Ermittler nicht nur einen deutschen Pass auf den Namen Jens Söring, sondern auch Briefe zwischen Söring und Haysom sowie ein gemeinsames Reisetagebuch mit Einträgen von beiden. Wright und Beever stießen in diesen Unterlagen nicht nur auf Sörings Gewaltfantasien, sondern auch auf mehrere Anspielungen auf eine Gewalttat, die in Virginia stattgefunden hatte.
Ab dem 5. Juni wurden Söring und Haysom, die sich immer noch wegen Betrugsverdachts in Gewahrsam befanden, in London schließlich zu den Haysom-Morden vernommen. Söring verzichtete am 5. Juni 1986 schriftlich auf ein möglichst baldiges Treffen mit seinem Anwalt. Er wurde während der viertägigen Vernehmungen immer wieder über seine Rechte belehrt (Aussageverweigerungsrecht, Miranda-Warnung). Bei diesen Vernehmungen legte Söring ein detailliertes Geständnis ab (siehe #Geständnisse und Täterwissen).
Im Dezember 1986 wurden Söring und Haysom wegen Scheckbetrugs zu einem Jahr Haftstrafe verurteilt.
Nach ihrer Auslieferung an den US-Bundesstaat Virginia beschuldigte Elizabeth Haysom in ihrem Prozess 1987 Jens Söring des Mordes an ihren Eltern und bekannte sich selbst der Anstiftung schuldig; dafür wurde sie in Virginia zu 90 Jahren Haft (zweimal 45 Jahre) verurteilt.

### Prozess in Virginia

#### Auslieferung in die USA
Jens Söring wurde 1990 nach einer Grundsatzentscheidung des Europäischen Gerichtshofes für Menschenrechte unter der Voraussetzung, nicht zum Tode verurteilt zu werden, vom Vereinigten Königreich nach Virginia ausgeliefert.

#### Vor der Hauptverhandlung
Vor der Hauptverhandlung in Virginia untersuchte Richter Sweeney im März 1990, ob Sörings Geständnisse verfassungskonform erlangt worden waren. Söring und seine Wahlverteidiger kämpften vehement gegen eine gerichtliche Zulassung der Geständnisse. So behauptete Söring unter Eid, der Ermittler Kenneth Beever habe Elizabeth Haysom gedroht und Söring in den Vernehmungen unter massiven Druck gesetzt. Ermittler Beever hingegen sagte unter Eid aus, dass er Elizabeth nie bedroht habe. Die aufgenommenen Vernehmungen, die das Gericht im Anschluss fünf Stunden lang anhörte, lieferten keine Hinweise, dass Söring während der Vernehmungen zu irgendeinem Zeitpunkt unter Zwang handelte. Sörings aufgezeichnete und protokollierte Vernehmungen, in denen er die Morde gestand, wurden als Beweismittel für die Hauptverhandlung zugelassen. Alle Gerichte, die Sweeneys Beschluss später nachprüften, stimmten mit seiner Einschätzung überein, Söring habe unter Eid gelogen.
Zu Beginn der Ermittlungen war der FBI-Profiler Ed Sulzbach zu Rate gezogen worden. Er kam zu dem Schluss, dass die Morde von einer Frau begangen worden seien, die den Opfern nahestand. Der Chefermittler Gardner bestreitet, dass ein derartiges Täterprofil von Ed Sulzbach erstellt worden sei. Während des Prozesses wurde kein solches Täterprofil vorgelegt. FBI-Täterprofile sind in den USA nicht als Beweismittel zulässig.

#### Hauptverhandlung
Die Hauptverhandlung fand ab Juni 1990 in Bedford statt. Der Söring-Prozess erhielt enorme Aufmerksamkeit, weil er als einer der ersten Prozesse landesweit im Fernsehen live übertragen wurde. Söring wurde bei dem Prozess als German Monster („das deutsche Monster“) bekannt. Er sagte jetzt – vier Jahre nach seinen Geständnissen von 1986 – erstmals aus, Elizabeth Haysom habe die Morde begangen und nicht er selbst. Er habe gestanden, um sie vor der Todesstrafe zu bewahren. Er habe geglaubt, dass er wie sein Vater diplomatische Immunität genieße und in Deutschland schlimmstenfalls nach Jugendstrafrecht verurteilt würde und (nur) fünf Jahre Haft verbüßen müsste. Bei all seinen Verhören 1986 in London hatte Söring nie den Eindruck erweckt, diplomatische Immunität zu haben oder sich darauf berufen zu können. Tatsächlich wurde er ausdrücklich von den vernehmenden Beamten gewarnt, dass er nach Virginia zurückgebracht und im vollen Umfang des Gesetzes strafrechtlich verfolgt würde. Söring erklärte in den Verhören, dass er dies verstehe und akzeptiere.
Elizabeth Haysom bestätigte als Zeugin, was Söring 1986 gestanden und vier Jahre lang nicht widerrufen hatte, zum Beispiel bezüglich des Aufenthalts in Washington, D.C., dass dort ein Alibi für Söring konstruiert wurde, der mit dem Mietwagen von Washington zu Haysoms Eltern fuhr, um sie zu töten, falls sie sich weiterhin ablehnend zu der Beziehung zwischen ihrer Tochter und Söring äußern würden. Der Kauf zweier Kinokarten in Washington, die Bestellung einer Mahlzeit für zwei Personen beim Zimmerservice am Abend der Tat, die Hotelrechnungen und anderes sollten den Eindruck erwecken, beide hätten das ganze Wochenende in Washington verbracht und seien daher als mögliche Täter auszuschließen.
Die Staatsanwaltschaft verwickelte Söring im Kreuzverhör in zahlreiche Widersprüche. Für die Staatsanwaltschaft kam aufgrund einer langen Indizienkette und des bei Sörings Polizeiverhören offenbarten Täterwissens nur Söring als Täter in Frage. Sörings Erklärung, er habe das Täterwissen auf der langen Flucht von seiner Freundin erfahren, wurde nicht geglaubt. Elizabeth Haysom sei allenfalls Anstifterin gewesen. Mit dieser Version überzeugte die Staatsanwaltschaft am Ende eines emotional aufgeladenen Prozesses die Jury.
Der Richter im Prozess war mit dem Bruder der ermordeten Nancy Haysom befreundet. Das Verhalten des Richters war nach Auffassung des übergeordneten Gerichts aber rechtskonform (Urteil des Court of Appeals of Virginia 1991).

### Inhaftierung und weitere Entwicklungen
Söring war bereits seit seiner Festnahme in London am 30. April 1986 inhaftiert. In den USA blieb er bis zum 26. November 2019 in Haft, zuletzt im „Buckingham Correctional Center“ in Dillwyn, Virginia. Er war damit insgesamt 33 Jahre, 6 Monate und 27 Tage in Haft.
Söring und eine Gruppe von Unterstützern sammelten über viele Jahre Hinweise, um Sörings nachträgliche Behauptung seiner Nichtbeteiligung an der Tat zu stützen oder mögliche Verfahrensfehler geltend zu machen. Söring legte mit Bezug auf diese Hinweise und eigens in Auftrag gegebene Gutachten Berufung gegen seine Verurteilung bei Gerichten aller Instanzen ein: in Virginia beim Court of Appeals of Virginia (1991) und beim Virginia Supreme Court (1992, 1996, 1998), dann auf Bundesebene beim United States District Court, beim United States Court of Appeals (2000) und beim United States Supreme Court (2001). Alle Berufungen wurden jeweils von den Richtern einstimmig abgelehnt.
Söring versuchte im November 1995 mit mehreren Klagen gegen Richard Neaton vorzugehen, einen der Strafverteidiger in seinem Prozess von 1990. Der Oberste Gerichtshof von Virginia wies Sörings Beschwerden im Juni 1996 ab. Im folgenden Monat suspendierte jedoch ein Aufsichtsgremium Neatons Zulassung als Anwalt in Michigan. Das Gremium stellte berufliches Fehlverhalten gegenüber Söring in fünf Punkten fest. Neaton hatte unter anderem gegenüber Söring falsche Angaben zu Zeugen gemacht, schriftliche Erklärungen gefälscht und sich nach dem Ende des Mandats geweigert, Akten an Söring zu übergeben.
Im Jahr 2001 lehnte der Oberste Gerichtshof der Vereinigten Staaten die Revision endgültig ab. In diesem Wendejahr überwarf Söring sich mit seinem Vater, der ihn bis dahin unterstützt hatte, trat zum katholischen Glauben über und begann Bücher zu schreiben. Später erklärte er, 2008 seinen Glauben wegen der anhaltenden Enttäuschung verloren zu haben.
Ab 2003 hatte Söring die Möglichkeit, Strafaussetzung auf Bewährung (im US-Strafrecht Parole genannt) zu beantragen. Er stellte insgesamt 15-mal einen solchen Antrag bei der Bewährungskommission, dem Parole Board von Virginia.
Am 24. September 2009 gab das gerichtsmedizinische Institut Virginias das Ergebnis von DNA-Tests bekannt. 42 Spuren waren in Sörings Fall auf DNA getestet worden. Nur bei einem Teil der Spuren konnte noch DNA analysiert werden. Bei keiner der noch auswertbaren Spuren stammte die DNA von Söring oder von Elizabeth Haysom.
Am 12. Januar 2010, vier Tage vor dem Ende seiner Amtszeit, sandte der Gouverneur von Virginia Timothy M. Kaine einen Brief an den Generalstaatsanwalt (United States Attorney General) Eric Holder, in dem er um die Haftüberstellung von Jens Söring nach Deutschland bat. Söring würde in Deutschland noch zwei Jahre in einem Gefängnis verbringen müssen, bevor er auf Bewährung freikommen könne – nach dann 26 Jahren in Haft. Deutschland hatte zuvor eine entsprechende Zusicherung abgegeben. Allerdings sandte der neue Gouverneur Robert F. McDonnell am 19. Januar 2010 ebenfalls einen Brief an Generalstaatsanwalt Holder, in dem er die Bitte auf Haftüberstellung zurückzog. Dutzende Abgeordnete im Parlament von Virginia schlossen sich umgehend McDonnell an und forderten ihrerseits Holder in einem Brief auf, den Antrag auf Sörings Überstellung nach Deutschland zu blockieren. In den folgenden sechs Monaten kam es zu einem Tauziehen um den Fortgang des Verfahrens, in dessen Verlauf sich das Parlament von Virginia in einem einstimmigen Beschluss gegen die Haftüberstellung aussprach und Holder vor dem US-Kongress angehört wurde. Am 7. Juli 2010 gab Holder bekannt, dass das Justizministerium die Überstellung nicht weiterverfolgen werde, solange sich nicht ein amtierender Gouverneur dafür ausspreche oder ein Gericht festlege, dass die Entscheidung für eine Haftüberstellung durch Ex-Gouverneur Kaine für seine Nachfolger bindend sei. Anfang August 2010 lehnte die Bewährungskommission zum sechsten Mal einen Antrag auf Strafaussetzung auf Bewährung von Söring ab.
Am 18. Januar 2011 reichte Sörings neuer Anwalt Steven D. Rosenfield eine Klage ein, deren Ziel die Überstellung nach Deutschland war. Am nächsten Tag sandte Sörings Anwältin Gail A. Ball ein Schreiben an Gouverneur McDonnell, in dem sie ihn zu überzeugen versuchte, die Strafaussetzung und Sörings Überstellung nach Deutschland zu unterstützen. Dabei berief sie sich vor allem auf die Ergebnisse der DNA-Tests, aber auch auf Sörings tadelloses Verhalten in der Haft seit mittlerweile mehr als 24 Jahren. Im Februar 2011 besuchte Markus Löning, Beauftragter der Bundesregierung für Menschenrechtspolitik und humanitäre Hilfe, Jens Söring. Ende Juli 2011 wurde dessen Antrag auf Strafaussetzung, der auf den DNA-Tests und einer entlastenden Zeugenaussage beruhte, abgelehnt.
Anfang 2012 schrieb der damalige Präsident des Europäischen Parlaments, Jerzy Buzek, an den Gouverneur von Virginia und bat um die Auslieferung von Söring nach Deutschland. Ende Juni 2012 lehnte ein US-Gericht Sörings Haftüberstellungsklage ab. Im Juni 2012 wandten sich 54 Abgeordnete des Deutschen Bundestages auf Initiative des Sprechers für Menschenrechte der SPD-Bundestagsfraktion, Christoph Strässer, an Gouverneur Robert McDonnell mit der Bitte, Söring in deutsche Haft zu überführen. Eine Antwort erhielten sie weder von McDonnell noch von der US-Botschaft in Berlin, die eine Kopie erhalten hatte. Am 31. August 2012 erhielt Strässer von dem Vorsitzenden der Bewährungskommission von Virginia, William Muse, eine Absage auf die vorgetragene Bitte, der Auslieferung Sörings zuzustimmen. Am 3. Oktober 2012 lehnte die Bewährungskommission zum achten Mal einen Antrag Sörings auf Strafaussetzung ab.
Im Sommer 2014 wandten sich 160 Abgeordnete des Deutschen Bundestages in einem Brief an den neuen Gouverneur von Virginia, Terry McAuliffe, und sprachen sich für Sörings Überstellung nach Deutschland aus.
Im August 2016 startete Söring einen neuen Versuch. Am 22. August 2016 reichte er einen Antrag auf ein absolute pardon („absolute Begnadigung“) bei Gouverneur Terry McAuliffe ein. Erst im Dezember 2017, als McAuliffes Ausscheiden aus dem Amt des Gouverneurs von Virginia bevorstand, erfuhr Söring, dass McAuliffe auf das Gnadengesuch nicht einging.
Sörings zwölfter Antrag auf Strafaussetzung war im Dezember 2016 durch die zuständige Kommission abgelehnt worden. Am 10. Oktober 2017 fand Sörings 13. Anhörung vor dem Bewährungsausschuss statt. Der ehemalige Bundespräsident Christian Wulff und der deutsche Botschafter Peter Wittig reisten nach Virginia, um sich dabei für die Entlassung Sörings einzusetzen. Direkt nach der Anhörung teilte Wittig der versammelten Presse mit: „Wir sind fest von der Unschuld Jens Sörings überzeugt. Wir möchten, dass er nach Deutschland rückgeführt wird, und wir übernehmen die volle Verantwortung für seine Zukunft.“ Im Januar 2019 wurde Sörings 14. Antrag auf Strafaussetzung abgelehnt.

### Abschiebung nach Deutschland
Am 25. November 2019 kündigte Ralph Northam, von 2018 bis 2022 Gouverneur von Virginia, Sörings Freilassung auf Bewährung und seine Überstellung nach Deutschland an. Zugleich kündigte er an, dass Elizabeth Haysom auf Bewährung aus ihrer Haft entlassen und nach Kanada überstellt werde. Söring und Haysom wurden jedoch nicht begnadigt. Bereits einen Tag später wurde Söring aus der regulären Haft entlassen und in der Stadt Farmville in Abschiebehaft genommen. Dies erfolgte unter anderem, um dem amerikanischen Steuerzahler weitere Kosten zu ersparen, und ausdrücklich nicht, weil es irgendwelche Zweifel an seiner Schuld gebe.
Am 17. Dezember 2019 kam Söring am Frankfurter Flughafen an, wo er von Unterstützern empfangen wurde. Er gab vor etwa 50 Journalisten und mehr als einem Dutzend Fernsehkameras eine kurze Pressekonferenz. Er sagte, es sei der schönste Tag seines Lebens, und sprach Worte des Danks. Fragen von Journalisten wollte er nicht beantworten. Seit seiner Einreise nach Deutschland ist Söring frei. Die Wiedereinreise in die USA ist ihm verboten.

### Leben in Deutschland
Nach seiner Freilassung berichteten die Medien weiterhin über Söring, vor allem nach dem Erscheinen seines neuen Buchs Rückkehr ins Leben – Mein erstes Jahr in Freiheit nach 33 Jahren Haft im September 2021. Im Februar 2020 war ein ausführliches Gespräch mit ihm im Spiegel erschienen. Im September 2021 berichtete der Spiegel über sein neues Leben in Freiheit. Söring trat als Gast in einigen Talkshows auf, so am 14. Mai 2020 in der ZDF-Talksendung Markus Lanz, am 24. September 2021 in der NDR Talk Show und am 17. Dezember 2021 im Kölner Treff. Im Zeitraum September bis Dezember 2021 war er außerdem Gesprächspartner von Richard David Precht auf der Phil.Cologne, von Susanne Tockan in der rbb-Sendung Zibb, von Wolfgang Heim in der SWR1-Sendung Leute, von Bärbel Schäfer auf der Frankfurter Buchmesse und von Susanne Fröhlich im MDR Fernsehen. Ab Oktober 2023 erschienen innerhalb weniger Wochen ein 11-teiliger Podcast und weitere Podcast-Sendungen zum Fall Söring, zwei vierteilige Fernsehdokumentationen (NDR und Netflix) sowie mehrere neue Bücher (siehe Rezeption).
Söring wohnt in Hamburg. Im September 2021 gab er an, von seinen Einkünften als Buchautor zu leben. Außerdem bietet er Coachings und Vorträge an.

### Juristische Auseinandersetzungen in Deutschland
Kurz nach seiner Ankunft in Deutschland hatte Söring Post von einem Anwalt von Elizabeth Haysom erhalten. Dieser drohte ihm mit einer Klage wegen Verleumdung für den Fall, dass er weiterhin behaupte, Haysom habe ihre Eltern ermordet. Wie eine frühere Unterstützerin Sörings berichtet, hatte Söring den Plan entwickelt, sich mit einer falschen Adresse anzumelden, um der Zustellung des anwaltlichen Schreibens zu entkommen; dieser Plan empörte sie derart, dass sie sich zu einer Kritikerin Sörings wandelte. Die anwaltliche Drohung führte dazu, dass Söring in seinem im September 2021 erschienenen neuen Buch seine langjährige Behauptung, Haysom sei die Mörderin gewesen, nicht mehr wiederholte; stattdessen schrieb er nur noch, er habe dies vor Gericht gesagt. Laut Stefan Niggemeier hat Söring aufgrund der anwaltlichen Klageandrohung ein Problem, weil er nicht mehr sagen kann, wer der Täter sein soll, den er mit seinem angeblich falschen Geständnis gedeckt habe. Er kann auch nicht mehr behaupten, dass sein Täterwissen, das er bei seinen Geständnissen in London offenbart hatte (siehe unten), auf Schilderungen von Elizabeth Haysom beruhe. Als ihn beispielsweise im Oktober 2021 Wolfgang Heim in der Sendung Leute mit der Rückfrage „Von wem?“ nach der Herkunft des Täterwissens fragte, rang Söring nach Worten und sagte dann: „Darüber darf ich seltsamerweise aus juristischen Gründen in Deutschland nicht mehr sprechen.“ Heim erwähnte anschließend, dass Haysoms Anwalt mit juristischen Konsequenzen gedroht hatte.
Im April 2022 versuchte Söring juristisch gegen den US-amerikanischen Anwalt und Journalisten Andrew Hammel vorzugehen, der von Sörings Schuld überzeugt ist und diese Sichtweise seit 2019 publizistisch vertritt. Anlass war ein Blog-Beitrag auf Hammels Website, in dem er Pro- und Kontra-Argumente zu der Frage „Ist Söring gefährlich?“ zusammengestellt hatte. Sörings Anwälte schickten Hammel eine Abmahnung wegen Verleumdung, nannten einen Streitwert von 40.000 Euro und forderten Hammel zur Bezahlung der Anwaltskosten auf. Sie strebten an, Hammel mit einer einstweiligen Verfügung zu zwingen, diverse angeblich unzulässige Aussagen in seinem Blog-Beitrag zu löschen. Bei der Anhörung am 3. Juni 2022 nahmen Sörings Anwälte die Klage zurück; Söring war nicht anwesend. Am selben Tag dokumentierte Hammel den beanstandeten Beitrag, den er ursprünglich auf einer anderen Website gepostet hatte, auf seiner neuen Website.
Auch gegen den Sender Deutschlandradio versuchte Söring mit einer Klage vorzugehen. Deutschlandfunk Kultur hatte im April 2022, am Tag nach der letzten Folge der Podcast-Serie Das System Söring, ein Interview mit den beiden Produzentinnen der Podcast-Serie veröffentlicht, in dem sie über den Fall Söring und über die zunehmende Kritik an Söring sprachen. Sörings Anwälte behaupteten daraufhin in einer langen Klageschrift, das Interview habe gegen das Gebot der Objektivität verstoßen und beschädige Sörings Ruf. Die Klage wurde abgewiesen. Eine weitere Klage von Söring richtete sich gegen den Arbeitgeber einer Frau, die ihn als ehemalige Söring-Unterstützerin gut kannte und ihn in der Podcast-Serie Das System Söring kritisiert hatte. Auch diese Klage blieb erfolglos.

## Schuldfrage

### Indizien

#### Überblick
Sowohl bei Sörings Prozess wie auch in seinen vergeblichen Berufungsverfahren war die Summe der Indizien ausschlaggebend, die gegen Söring sprachen. Es handelte sich unter anderem um folgende Indizien:
- ein blutiger Sockenabdruck, der zu Sörings Fuß passt[11]
- mehrere Blutflecken von Sörings Blutgruppe 0 am Tatort, welche allerdings in den USA die häufigste Blutgruppe ist
- schwere Prellungen in Sörings Gesicht und die Bandagen an seinen linken Fingern, mit denen er auf der Beerdigung der Haysoms gesehen wurde, was mit den Verletzungen übereinstimmt, die er bei seinen Geständnissen beschrieb
- Sörings verdächtiges Verhalten nach der Tat: Anstatt der Aufforderung der Polizei nachzukommen, Fingerabdrücke und eine Blutprobe abzugeben, floh er ins Ausland; vor der Flucht wischte er seine Fingerabdrücke in seiner Wohnung und in seinem Auto ab
- die belastenden Passagen in Sörings Briefen und im Reisetagebuch, die Söring selbst in seiner Vernehmung am 7. Juli 1986 als „unglaublich belastend“ bezeichnete[70]
- eine Tagebuchnotiz von Elizabeth Haysom kurz vor Sörings Flucht zu der Möglichkeit, dass Sörings Fingerabdrücke ihn verraten würden
- seine mehrfachen Geständnisse gegenüber Londoner Polizisten sowie seine weiteren Geständnisse gegenüber zwei britischen Psychiatern und gegenüber dem Bonner Staatsanwalt Bernd König, die alle rechtmäßig erlangt und bestätigt wurden
- die Aussage von Elizabeth Haysom, Söring sei der Täter gewesen

Nachfolgend werden einige Indizien genauer behandelt.

#### Sörings Briefe an Haysom
Bei den Mordermittlungen und in Sörings Prozess 1990 spielten Briefe eine wichtige Rolle, die Söring und Haysom einander während der College-Ferien des Jahreswechsels 1984/85 geschrieben hatten – zeitlich rund drei Monate vor den Morden. Sörings Briefe enthalten Gewaltfantasien und Hinweise auf eine Tatplanung. Am 31. Dezember 1984 schrieb Söring in einem langen Brief an Haysom: „Übrigens, wenn ich Deine Eltern treffen sollte, habe ich die ultimative ‚Waffe‘“. Daran schloss er wirre Phantasien an, was er bei Haysoms Eltern auslösen würde, darunter als eine Möglichkeit „Herzinfarkte“. Im selben Brief sprach er von einer „Dinner-Szene“, die er „durchgeplant“ habe, und phantasierte, es könne gut sein, dass Haysoms Vater eine Konfrontation mit gewissen spirituellen Erkenntnissen Sörings nicht überleben werde. Am 3. Januar 1985 schrieb er: „Die Tatsache, dass es viele Einbrüche in der Gegend gegeben hat, eröffnet die Möglichkeit für einen weiteren unter den gleichen Umständen […].“ Am 10. Januar schrieb er: „Ich habe noch nicht die Seite von mir erforscht, die wirklich vernichten [im englischen Original: crush] möchte – ich muss noch töten, möglicherweise der ultimative Akt der Vernichtung […].“
Elizabeth Haysom hatte Söring in dieser Zeit mehrfach von ihrem Hass auf ihre Eltern geschrieben und dass sie sich ihren Tod wünsche. In ihrem eigenen Prozess 1987 sagte sie aus, sie sei nicht davon ausgegangen, dass Söring ihre Fantasien wörtlich nehmen würde.
Sörings Briefe, die er während der Weihnachtsferien 1984/85 an Haysom schrieb, waren eher eine Art Tagebuch oder ein einziger Brief, weil er die „Briefe“ nicht einzeln verschickte, sondern als fortlaufenden Text aneinanderreihte, um dann Haysom den ganzen Text beim Wiedersehen im Januar 1985 zu übergeben. Der gesamte, überwiegend mit Schreibmaschine getippte Text, fast 40 Seiten lang, wird deshalb auch Sörings „Weihnachtsbrief“ oder „Tagebuchbrief“ genannt. Haysom ergänzte ebenfalls ihre Briefe mit Fortsetzungen, schickte aber einige Briefe an Söring ab, der dann in seinem „Tagebuchbrief“ darauf reagierte.
Laut dem britischen Scotland-Yard-Ermittler Terry Wright, der in Sörings Prozess 1990 zu den Briefen befragt wurde und daraus vorlas, richtete Söring seine Gewaltfantasien insbesondere auf Elizabeth Haysoms Vater. Wright sah in den Briefen außerdem Habgier als „klassisches Mordmotiv“, da Söring immer wieder auf das Vermögen der Haysoms und die Möglichkeit verwies, einen Teil davon zu erhalten.
Bei seinem Prozess behauptete Söring, Teile der belastenden Briefe und Tagebucheinträge seien „Schreibübungen für einen möglichen Roman oder ein Drehbuch“ gewesen. Außerdem seien seine Aufzeichnungen als eine Art „therapeutisches Selbstgespräch“ zu verstehen. In den Passagen mit „vernichten“ (crushing) und der durchgeplanten „Dinner-Szene“ sei es um seine Vorstellung gegangen, auf Haysoms Eltern mit spiritueller Energie einzuwirken. Ansonsten seien das alles nur „Fantasien“ und Reaktionen auf ähnliche Äußerungen Haysoms in ihren Briefen gewesen.

#### Tagebucheintrag zu Fingerabdrücken
Am 12. Oktober 1985 – sechs Tage nach Sörings Vernehmung bei der Polizei in Bedford und einen Tag vor seiner Flucht ins Ausland – notierte Elizabeth Haysom in einem Tagebuch: „‚Der Fall wird bald gelöst‘ … [vielleicht haben Fingerabdrücke, die Jens auf einem Kaffeebecher bei der Vernehmung in Bedford hinterlassen hat, ihn verraten.]“ Nach der Festnahme in London berichtete Söring den Polizeibeamten, dass er nach seiner Vernehmung in Bedford sehr in Sorge geraten war, dass die Polizei seine Fingerabdrücke auf dem Kaffeebecher sichern würde und dass die Fingerabdrücke ihn in Verbindung mit dem Doppelmord bringen würden. Diese Darstellung wurde von Elizabeth Haysom bestätigt. Anscheinend war es die Vernehmung in Bedford, die Söring zur Flucht veranlasste. Söring und Haysom wussten nicht, dass die Polizei keine Fingerabdrücke am Tatort gefunden hatte.

#### Geständnisse und Täterwissen
Zwischen dem 5. und 8. Juni 1986 legte Söring detaillierte Geständnisse gegenüber den ermittelnden englischen Kriminalbeamten Terry Wright und Kenneth Beever sowie gegenüber dem angereisten US-Ermittler Ricky Gardner und dem zuständigen Staatsanwalt aus Virginia Jim Updike ab. Ferner gestand er die Morde gegenüber den Psychiatern John Hamilton und Henrietta Bullard, die von seinen Eltern bestellt wurden, um seine Verteidigung mit aufzubauen. Am 30. Dezember 1986 wurde Söring außerdem, in der Anwesenheit seines deutschen Rechtsanwalts Andreas Frieser, von Staatsanwalt Bernd König aus Bonn befragt; auch hier gestand er die Tat.
Söring legte laut dem Wright-Report an drei Tagen in London insgesamt „viele“ Geständnisse ab und bekannte sich ausdrücklich zu den Morden. Zum Beispiel lautete eine seiner Antworten am 5. Juni 1986: „Weil ich zwei Menschen ermordet habe, Sie wissen das doch.“ Am 7. Juni kam es zu folgendem Dialog zwischen dem vernehmenden Beamten und Söring: „Jens, haben Sie Derek und Nancy Haysom getötet?“ – „Sie kennen die Antwort darauf.“ – „Ja, ich glaube schon, aber sagen Sie es mir, haben Sie sie getötet?“ – „Ja, das habe ich.“
Söring fertigte während seiner Vernehmungen in London zwei Skizzen zur genauen Lage der Leichen an, beschrieb eine Blutlache um Nancy Haysoms Kopf und wie Derek Haysom auf der Seite lag, mit den Beinen in Richtung Türöffnung – genau so, wie sie von der Nachbarin gefunden wurden und es auf den Tatortfotos dokumentiert wurde. Er beschrieb die genaue Position des Esstisches in der Küche und erzählte den Beamten, wo er und die Haysoms gesessen hatten. Er konnte sogar beschreiben, wo und mit welcher Ausrichtung die Stühle standen, nachdem man vom Tisch aufgesprungen war. Söring behauptete später, Haysom habe ihm den Tatort geschildert. Kriminaldirektor a. D. Siegfried Stang schrieb in seinem Buch, dass eine bloß verbale Beschreibung Söring nicht in die Lage hätte versetzen können, die Positionen der Stühle genau nachzustellen, denn dies könne nur jemand, der es gesehen habe.
Ferner gestand Söring, Gegenstände und Kleidungsstücke nach der Tat in einem Müllcontainer entsorgt und Blutspuren am Tatort verwischt zu haben. Tatsächlich fehlte am Esstisch ein drittes Tischgedeck, und der blutbeschmierte Fußboden wies Verwischungen auf. Söring fertigte dem Ermittler Ricky Gardner eine akkurate Skizze des über zwei Kilometer langen Fahrtweges zum Müllcontainer an.
Söring beschrieb weiter, dass er die Kehlen seiner Opfer durchgeschnitten habe; die Wunden der Opfer stimmten mit seiner Beschreibung überein. Söring berichtete vom Kampf mit Derek Haysom, dass dieser ihn auf den Kopf schlug und dass er selbst sich während des Kampfes in die linke Hand schnitt. Den vernehmenden Beamten zeigte er sogar die Narben an seiner Hand. Dies stimmte mit der beeideten Aussage eines Zeugen überein, der Söring kurz nach den Taten bei der Trauerfeier der Haysoms mit Blutergüssen im Gesicht und Verbänden an der linken Hand gesehen hatte und dies den Ermittlern wenige Tage später anzeigte. Söring erzählte den Ermittlern auch, dass die Haysoms bei seinem Besuch alkoholische Getränke zu sich nahmen. Bei den Obduktionen der Opfer wurden hohe Alkoholwerte festgestellt. Er sagte den Ermittlern, dass er seine Schuhe ausgezogen habe; Sockenabdrücke wurden am Tatort gefunden. Söring sagte, dass er versucht hatte, sich in der Küche und dem Bad zu waschen. Dort wurde Blut seiner Blutgruppe gefunden.
Sörings detaillierte Beschreibungen des Tatorts und des Tatgeschehens überzeugten die Ermittler, die Staatsanwaltschaft, das Gericht und schlussendlich die Geschworenen, dass es sich hierbei um Täterwissen handeln müsse.

### Nachträgliche DNA-Untersuchungen
Im Jahr 1985, dem Zeitpunkt der Haysom-Morde, war die forensische DNA-Analyse noch nicht ausgereift. Bei den am Tatort gefundenen Blutspuren wurde nur geprüft, ob sie zur Blutgruppe A, B, AB oder 0 gehörten (AB0-System). Nach dem Prozess 1990 wurden einige der flüssigen Blutproben vernichtet. Andere Spuren wurden nicht nach den heutigen (DNA-)Standards aufbewahrt. Sie waren jahrzehntelang Feuchtigkeit und Temperaturschwankungen ausgesetzt und wurden möglicherweise kontaminiert. Auch die Blutproben, die Derek und Nancy Haysom im Rahmen der Obduktion entnommen worden waren, wurden vernichtet.
In den 1990er und 2000er Jahren machte die DNA-Forensik rasante Fortschritte. Dennoch beantragte Söring keine DNA-Untersuchung der Tatortspuren, obwohl er in diesem Zeitraum seine Revision und ein Wiederaufnahmeverfahren vor Gerichten des Bundesstaates Virginia und des Bundes (United States Supreme Court) anstrengte. 2005 startete der US-Bundesstaat Virginia das „Post-Conviction DNA Testing Program and Notification Project“. Im Rahmen des Projekts, das fast 13 Jahre dauerte, wurden Beweisstücke in hunderten Fällen aus der Zeit vor modernen DNA-Tests anhand der neuesten Methoden ausgewertet.
Der Fall Jens Söring war 2009 an der Reihe. Die Tatort-Proben waren mittlerweile in einem denkbar schlechten Zustand. Nur etwa 15 Prozent der noch erhaltenen Proben ergaben überhaupt DNA-Ergebnisse, und zwar jeweils nur unvollständige DNA-Profile verschiedener Aussagekraft. Die meisten DNA-Teilprofile, schlussfolgerten die Forensiker des Department of Forensic Science, stammten von einem einzigen Mann – aller Wahrscheinlichkeit nach Derek Haysom, der am Tatort am meisten geblutet hatte. Es gab außerdem ein paar Proben, die Profile von einer einzigen Frau ergaben – aller Wahrscheinlichkeit nach Nancy Haysom, die ebenfalls stark geblutet hatte. Keine der noch vorhandenen Proben wies, soweit auswertbar, ein DNA-Profil auf, das zu Jens Sörings oder Elizabeth Haysoms DNA passte. Das Institut für Forensik des Bundesstaates Virginia teilte Söring 2009 die Ergebnisse der DNA-Untersuchungen mit. Laut der Leiterin des Instituts für Forensik bewiesen die Ergebnisse nicht die Unschuld Jens Sörings.
Die DNA-Tests wurden im Jahr 2016 brisant, als Söring und seine Anwälte die Blutgruppentypisierungen der Proben aus dem Jahr 1985 mit der DNA-Analyse von 2009 verglichen. Dabei zeigte sich: Einige Blutspuren der Blutgruppe 0 (Sörings Blutgruppe) enthielten männliche DNA, die – wie bereits seit 2009 bekannt – nicht von Söring stammen konnte. Auch einige Spuren der Blutgruppe AB (Nancy Haysoms Blutgruppe) enthielten männliche DNA, die nicht von Söring und natürlich auch nicht von Nancy Haysom stammen konnte. Söring und seine Anwälte behaupteten nun, dass zwei unbekannte Männer am Tatort geblutet haben mussten, einer mit der Blutgruppe 0 und einer mit der Blutgruppe AB. Die DNA-Untersuchungen hätten somit Sörings Unschuld bewiesen oder zumindest erhebliche Zweifel an seiner Schuld aufgeworfen.
Zwei von Sörings Anwälten beauftragte Sachverständige, Moses Schanfield und J. Thomas McClintock, bestätigten auf Grundlage des Vergleichs der schriftlichen Untersuchungsergebnisse von 1985 und 2009 die Anomalien. Söring trug die Ergebnisse seiner Gutachter erstmals in einem Begnadigungsantrag von 2016 vor. Das staatliche Institut für Forensik des Bundesstaates Virginia teilte Sörings Anwalt daraufhin 2017 mit, dass der Vergleich der beiden Untersuchungen von 1985 und 2009 Sörings Unschuld nicht beweise. Die staatlichen Forensiker wiesen auf die Möglichkeit von Vermischungen bzw. Mischspuren und auf die begrenzte Aussagekraft der nachträglichen Auswertungen hin.
Auch Bewertungen dieser DNA-Untersuchungen durch Gutachter, die nicht von Söring bestellt wurden, führten nicht zu einer Entlastung Sörings. Betty Layne Desportes, die 2017/2018 als Präsidentin der American Academy of Forensic Sciences vorstand und mit dem DNA-Projekt des Bundesstaats Virginia zusammenarbeitete, kam zu dem Schluss, dass die Ergebnisse sehr begrenzte Aussagekraft aufwiesen. Im Wright-Report (2019) wird erklärt, dass die DNA-Ergebnisse Sörings Anwesenheit am Tatort nicht ausschließen, weil Blut am Tatort von Söring stammen und zugleich DNA von Derek Haysom enthalten konnte, beispielsweise in Form von Gewebefragmenten aus Haysoms Stich- und Schnittwunden oder Hautschuppen oder Zellen aus Haysoms Speichel. Das Szenario der Kontaminierung (Vermischung) sei wegen des dramatischen Kampfes zwischen Täter und Opfern das wahrscheinlichste. Dan Krane, Professor für Biologie an der Wright State University, bestätigte, dass zwei Proben mit der Blutgruppe 0 DNA von Derek Haysom enthielten, der Blutgruppe A hatte – offenbar ein Fall von Kontaminierung. Krane war von einem Nachrichtensender beauftragt worden, eine unabhängige Analyse der Blutgruppen- und DNA-Unterlagen durchzuführen.
Söring und sein Team benannten drei Männer als mögliche Täter. Sörings früherer Gutachter McClintock schloss im Jahr 2020 mit DNA-Tests diese Männer als Quelle der DNA am Tatort aus. Auf Nachfrage bestätigte McClintock die Möglichkeit, dass sämtliche der 2009 nachgewiesenen Fragmente männlicher DNA von Derek Haysom stammen konnten. Sörings zweiter Gutachter Schanfield wollte sich zu dieser Frage nicht äußern.
Die 2009 ermittelten DNA-Profile sind zwar alle nur bruchstückhaft, sie enthalten aber insgesamt immer noch sehr viel genetische Information, weit mehr als die Information „männlich“ oder „weiblich“, so dass genauere Berechnungen möglich sind. Dan Krane, der jahrzehntelang als Experte für forensische DNA-Analyse gearbeitet hat, sagte 2023 in einem Interview für die NDR-Dokumentation zum Fall Söring, es sei ungefähr 1000- bis 1500-mal wahrscheinlicher, dass Derek Haysom die Quelle der männlichen DNA ist, als dass sie (auch) von jemand anderem stammt. Entsprechend ist die Wahrscheinlichkeit, dass sämtliche 2009 ermittelten männlichen DNA-Profile von Derek Haysom stammen, millionenfach größer als die Wahrscheinlichkeit, dass ein Teil der DNA am Tatort – entsprechend der Behauptung von Sörings Team im Jahr 2016 – von zwei weiteren, unbekannten Männern stammt.

### Kontroverse Bewertung
Nach Sörings Verurteilung 1990 berichteten Jury-Mitglieder gegenüber der Regionalzeitung The Richmond News Leader, sie hätten keine Zweifel an Sörings Schuld gehabt. In der Beratung, die weniger als vier Stunden dauerte, sei es darum gegangen, ob man Söring wegen ersten oder zweiten Grades von Mord („first- or second-degree murder“, vergleichbar mit der Unterscheidung zwischen Mord und Totschlag im deutschen Strafrecht) verurteilen und wie lange seine Haftstrafe sein sollte. Das Jury-Mitglied W. Shelton Adams sagte, keiner der Juroren habe die Meinung vertreten, dass Söring nicht schuldig sei.
Vor allem die im Jahr 2009 nachträglich durchgeführten DNA-Untersuchungen wurden kontrovers beurteilt. Diese DNA-Tests entlasteten Söring auf den ersten Blick, weil die DNA, soweit noch auffindbar, bei keiner der untersuchten Spuren von Söring stammte (siehe oben).
Der amerikanische Strafverteidiger Andrew Hammel kam nach dem Studium der Verfahrensakten zu dem Schluss, dass Söring eindeutig schuldig sei. Deshalb sei er zu Recht verurteilt worden und deshalb seien seine Versuche, in Berufung zu gehen, gescheitert: „Mindestens 15 Richter auf Staats- und Bundesebene haben seine Revisionsgründe geprüft. Jeder davon, ohne Ausnahme, fand Sörings Behauptungen haltlos.“ Söring habe 1986 Geständnisse abgelegt, weil er damals glaubte, man werde ihm die Tat anhand der Spuren am Tatort ohnehin nachweisen. Hammel wies darauf hin, dass falsche Geständnisse selten sind. Sie kommen laut Hammel insbesondere bei drogenabhängigen oder psychisch kranken Verdächtigen vor oder wenn bei Verhören unzulässige Methoden eingesetzt werden – Merkmale, die bei Söring nicht zutreffen.
Der in Virginia lebende Bestsellerautor und ehemalige Strafverteidiger John Grisham sieht hingegen zwischen den Angaben im Geständnis und den Erhebungen am Tatort eklatante Unterschiede. Söring habe ein falsches Geständnis abgegeben. Es gebe keine belastbaren Beweise für Sörings Schuld.
Auch Politiker beurteilten die Schuldfrage kontrovers. Beispielsweise begrüßte der Transatlantik-Beauftragte der Bundesregierung Peter Beyer Söring bei dessen Ankunft am Frankfurter Flughafen im Dezember 2019 und ließ sich mit ihm fotografieren. Daraufhin kritisierte der FDP-Außenpolitiker Alexander Graf Lambsdorff: „Herr Söring ist kein Staatsgast, sondern ein Verbrecher, der seine Strafe verbüßt hat. Daher hat Herr Beyer – als Vertreter der Bundesregierung – bei seinem Empfang in Deutschland nichts verloren.“ Beyer widersprach in der Bild: „Jeder, der halbwegs bei juristischem Verstand ist, muss dafür plädieren, dass dieser Mensch nicht hinter Gitter gehört.“ Man müsse „blind sein, wenn man nicht sieht, dass es mehr als erhebliche Zweifel gibt, dass er überhaupt am Tatort war“.
 Terry Wright, einer der beiden britischen Polizeibeamten, die Söring 1986 in London vernommen hatten, beschäftigte sich Jahrzehnte später nochmals ausführlich mit dem Fall. Er schrieb einen 454 Seiten starken, außerordentlich detaillierten Bericht, der als „Wright-Report“ bekannt wurde. Der an den Gouverneur von Virginia adressierte Bericht lag im Oktober 2019 vor und wurde später im Internet veröffentlicht. Wright vergleicht darin die Ergebnisse der Ermittlungen mit den Behauptungen Sörings seit seinem Prozess. Als Fazit schrieb er, seine jahrelange akribische Beschäftigung mit dem Fall habe seine Überzeugung gefestigt, dass Söring den Doppelmord begangen habe. Sein wesentliches Argument ist zum einen, dass Söring bei seinen Geständnissen so viele Details, gerade auch kleine Details der Tat richtig angab, dass die Geständnisse auf originalem Täterwissen beruhen müssen. Söring habe nur ein Detail nicht richtig angegeben, nämlich die Kleidung der ermordeten Frau; und Söring hatte vor allem gesagt, die Frage nach der Kleidung sei sehr schwierig, er könne sich kaum daran erinnern. Zum anderen habe Söring seit seinem Prozess „in gewaltigem Ausmaß gelogen oder Dinge erfunden“ – so fasste Stefan Niggemeier den Inhalt des Wright-Reports zusammen.
Als Söring im November 2019 auf Bewährung entlassen wurde, erklärte die Vorsitzende des Parole Board von Virginia, ihre Kommission habe jahrelang ernsthaft und gründlich nach der Wahrheit gesucht und sei zu dem Schluss gekommen, dass Sörings Unschuldsbehauptung unbegründet sei.
Der Jurist und Kriminaldirektor a. D. Siegfried Stang kam durch Studium der Fall- und Prozessakten sowie ein fast siebenstündiges Interview mit Söring 2022 zu dem Schluss, dass Sörings Behauptung, ein falsches Geständnis abgelegt zu haben, „mit an Sicherheit grenzender Wahrscheinlichkeit nicht der Wahrheit“ entspricht, da der Tatortbefund „zu 99,99 Prozent“ mit den Aussagen aus Sörings Geständnis übereinstimmt.

### Kritik an der Berichterstattung
Söring war schon während seiner Haftzeit und vor allem nach seiner Entlassung aus dem Gefängnis gefragter Interviewpartner in zahlreichen deutschen Medien. Als er in den USA inhaftiert war, übernahmen die deutschen Medien zumeist seine Darstellung und trugen damit dazu bei, dass sich deutsche Politiker fanden, die sich engagiert für seine Freilassung einsetzten. Söring nutzte für seine erfolgreiche Medienarbeit einen internationalen „Freundeskreis“, dessen Mitglieder er instruierte, welche Informationen sie an die Medien geben sollten. Der Freundeskreis bestand im Jahr 2017 aus etwa 70 Personen.
Im November 2019, als Sörings Freilassung angekündigt wurde, begann in Deutschland eine lange Auseinandersetzung über die Berichterstattung zu dem Fall. Der US-amerikanische Rechtsanwalt und Journalist Andrew Hammel veröffentlichte damals einen sehr detaillierten Artikel in der FAZ, in dem er kritisierte, die Berichterstattung über Söring in den deutschen Medien sei suggestiv und nicht neutral. Er warf auch danach deutschen Journalisten vor, „oft einen selektiven, irreführenden Blick auf die Dynamik, das gesellschaftliche Umfeld und die Struktur der amerikanischen Strafjustiz“ zu haben. Sie hätten im Fall Söring die Gerichtsentscheidungen und die Arbeit der Richter nicht gründlich recherchiert, ihnen fehle eine „kritische Perspektive der Wahrheitsfindung“. Manches in der US-Justiz sei zwar kritikwürdig, aber Söring sei von der US-Justiz fair behandelt worden und habe mindestens vier Revisions- bzw. Berufungsverfahren bekommen. Hammel warf Medienvertretern vor, Söring einseitig eine Plattform zur Verbreitung seiner Unschulds-These zu bieten, ohne ihn mit kritischen Fragen oder belastenden Fakten zu konfrontieren. Hammel schrieb mehrere ausführliche Artikel vor allem in der FAZ sowie Beiträge auf seinen Websites und veröffentlichte im November 2023 ein Buch zum Fall Söring.
Nach mehreren Programmbeschwerden korrigierten deutsche TV-Sender ihre Berichterstattungen oder entfernten diese nachträglich aus ihren Mediatheken. Der NDR kündigte einen Auftritt Sörings in der NDR Talk Show vom 24. September 2021 mit den Worten an, Söring sei „für einen Doppelmord verurteilt worden, den er nicht begangen hat“; erst nach Beschwerden korrigierte der NDR den Text. Am 8. Februar 2022 strahlte ProSieben eine Galileo-Dokumentation aus, in der Söring sowohl im Ankündigungstext als auch in der Anmoderation als „unschuldig“ bezeichnet wurde. Im Beitrag selbst wurde die von Söring behauptete Tatversion, wonach nicht er, sondern Elizabeth Haysom ihre Eltern ermordet habe, unkritisch übernommen. Nach mehreren Programmbeschwerden entfernte der Sender die Dokumentation von seinen digitalen Plattformen. Ein Sprecher des Senders erklärte: „Es war ein klarer handwerklicher, journalistischer Fehler, Jens Söring in dem Beitrag als unschuldig zu bezeichnen. Unsere internen Abnahmeprozesse haben nicht so funktioniert, wie es sein muss.“
Im Februar 2022 warf Stefan Niggemeier der Journalistin Karin Steinberger vor, seit 2007 in der Süddeutschen Zeitung einen einseitigen Kampagnen-Journalismus zugunsten von Söring zu betreiben. Sie habe „die Wahrnehmung Sörings als Justizopfer in Deutschland entscheidend geprägt“. Dazu habe auch der Kinofilm zum Fall Söring Das Versprechen (2016) von Marcus Vetter und Karin Steinberger beigetragen. Niggemeier zitierte den an dem Fall beteiligten Scotland-Yard-Ermittler Terry Wright. Dieser kritisierte die Filmemacher aufgrund des Fehlens jeglicher Objektivität und einseitiger Parteinahme: „Meiner Meinung nach geht es in dem Film einzig darum, die Geschichte eines unschuldigen Mannes zu erzählen, der über 30 Jahre lang eingesperrt war, nur weil er gelogen hat. […] Der Film vermittelt der Öffentlichkeit ein einseitiges Bild. Sie haben Fragen und Antworten manipuliert. Meiner Meinung nach haben sie Partei ergriffen.“
Alice Brauner und Johanna Behre produzierten im Jahr 2022 die Podcast-Serie Das System Söring. Sie kritisierten „deutliche Lücken und Widersprüche in der öffentlichen Rezeption des Falls in Deutschland“. Das „System Söring“ sei „ein Konstrukt, das sich durch Manipulation und Kontrolle auszeichnet“. Medienvertreter hätten Söring immer wieder dabei unterstützt, „seine Unschuldsbehauptung als auch die damit verbundenen Anschuldigungen gegenüber anderen Personen unkritisiert und ungebrochen zu verbreiten“. Brauner und Behre berichteten, dass weder Jens Söring noch die Journalistin Karin Steinberger, der Filmemacher Marcus Vetter oder der Moderator Markus Lanz für ein Interview oder eine Mitwirkung an einer ergebnisoffenen Dokumentation des Falles zur Verfügung standen.
Eine Frau, die sich im „Freundeskreis“ von Jens Söring engagiert hatte, wandte sich wegen zunehmender Zweifel von Söring ab und wurde daraufhin aus dem Freundeskreis ausgeschlossen. Sie trat schließlich im Podcast Das System Söring auf. Sie beschuldigte Söring, durch manipulatives Verhalten und einseitige Informationen ein Bild von sich in der Öffentlichkeit zu inszenieren, das ihn als unschuldiges Opfer einer angeblich zu Fehlurteilen neigenden US-Justiz verkläre.
Auch die US-amerikanische Podcasterin Amanda Knox änderte ihre Meinung. Sie hatte 2019, noch vor Sörings Freilassung, in einer neunteiligen Podcast-Reihe seinen Fall dargestellt und dabei seine Unschuldsbehauptung unterstützt. Knox und ihr Ehemann Christopher Robinson pflegten seitdem eine freundschaftliche Beziehung zu Söring. Sie besuchten ihn 2022 in Deutschland und ließen ihn in einem Podcast erneut zu Wort kommen. Dann wurden sie auf die mittlerweile kritische Berichterstattung aufmerksam. Sie lasen den Wright-Report, holten weitere Meinungen ein und führten ein Interview mit Andrew Hammel. Daraufhin empfanden sie ihre bisherigen Podcasts zu dem Fall als irreführend. Im September 2023 veröffentlichten sie das Interview mit Hammel als Podcast, um ihre Berichterstattung zu korrigieren. Im Mai 2024 beschrieb  Amanda Knox den Fall Söring und ihren Meinungswandel in einem langen Artikel in der Zeitschrift The Atlantic. Sie schrieb, es sei schwer, die für Söring als den Täter sprechenden Fakten zu entkräften, und das ihn entlastende Beweismaterial habe sich in Luft aufgelöst.
Stefan Niggemeier hatte im Februar 2022 der Journalistin Karin Steinberger eine zu große persönliche Nähe zu Sörings „Freundeskreis“ vorgeworfen. Er hatte über Gerüchte berichtet, laut denen Steinberger sich in Mails eng mit dieser Gruppe abgestimmt habe. Sie habe sie beispielsweise zu der Frage beraten, wie man Sörings Kritiker Andrew Hammel stoppen könne, und einen entsprechenden Leserbrief des Freundeskreises redigiert. Steinberger verweigerte damals eine Stellungnahme. Im November 2023 wurde bekannt, dass die Vorwürfe zutrafen. Steinberger bezeichnete nun ihre Kontakte mit Sörings Unterstützern als Fehler und entschuldigte sich. Der Chefredakteur Wolfgang Krach bat die Leser der Süddeutschen Zeitung um Entschuldigung. Die FAZ hielt fest, dass Steinberger gegen Grundprinzipien des Journalismus verstieß, als sie sich zur handelnden Person in den Kontroversen machte.
Im November 2023 erschienen gleichzeitig eine vierteilige NDR-Dokumentation und eine vierteilige Netflix-Serie zum Fall Söring (siehe #Dokumentarfilme und -serien). Im Juli 2024 stellte Andrew Hammel in einem Blog-Beitrag mit Verweis auf diese Filmdokumentationen fest, dass sich die öffentliche Meinung vollständig gewandelt habe. Anfang 2019 habe jeder, der etwas von dem Fall wusste, Söring für unschuldig gehalten; jetzt nehme niemand mehr seine Geschichte für bare Münze. Söring produziere zwar weiterhin Videos und gebe einige Interviews, dringe aber mit seiner Botschaft nicht mehr durch. Im Oktober 2024 schrieb Hammel: „Nahezu jeder, der sich nicht nur oberflächlich mit dem Fall beschäftigt, kommt jetzt zu dem Schluss, dass Söring Derek und Nancy Haysom tatsächlich ermordete, und nicht viele Leute wollen etwas mit einem Doppelmörder zu tun haben, der keine Reue zeigt.“

## Veröffentlichungen
Söring veröffentlichte Bücher und Artikel zu seinem Leben sowie zu Themen wie Meditation, Centering Prayer, Rechtsprechung und Haftbedingungen in den USA. Sein Buch The Convict Christ (deutscher Titel: Richtet nicht, damit ihr nicht gerichtet werdet) erhielt im Jahr 2007 den ersten Preis der katholischen Pressevereinigung Nordamerikas in der Kategorie social concerns.
Buchveröffentlichungen:
- Mortal Thoughts, 1995, als E-Book[117] im Internet publiziert.[118] Ein autobiografischer Text, in dem Söring sich als unschuldig darstellt.[119] Im Wright-Report werden etliche Passagen aus Mortal Thoughts zitiert und analysiert.[120]
- The Way of the Prisoner. Breaking the Chains of Self Through Centering Prayer and Centering Practice. Lantern Books, New York 2003, ISBN 1-59056-055-8.
  - Deutsche Übersetzung: Wiederhole schweigend ein Wort. Gütersloher Verlagshaus, Gütersloh 2009, ISBN 978-3-579-06999-9.
- An Expensive Way to Make Bad People Worse. An Essay on Prison Reform from an Insider's Perspective. Lantern Books, New York 2004, ISBN 1-59056-076-0.
- The Convict Christ. What the Gospel Says about Criminal Justice. Orbis Books, Maryknoll, N.Y. 2006, ISBN 1-57075-648-1.
  - Deutsche Übersetzung: Richtet nicht, damit ihr nicht gerichtet werdet. Echter Verlag, Würzburg 2008, ISBN 978-3-429-03024-7.
- The Church of the Second Chance. A Faith-Based Approach to Prison Reform. Lantern Books, New York 2008, ISBN 1-59056-112-0.
- Ein Tag im Leben des 179212. Gütersloher Verlagshaus, Gütersloh 2008, ISBN 978-3-579-06997-5.
  - Englische Übersetzung: One Day in the Life of 179212. Lantern Books, New York 2012, ISBN 978-1-59056-345-8.
- Nicht schuldig! – Wie ich zum Opfer der US-Justiz wurde. Droemer, März 2012, ISBN 978-3-426-27579-5.
  - Taschenbuchausgabe: Zweimal lebenslänglich – Wie ich seit drei Jahrzehnten für meine Freiheit kämpfe. Knaur, Oktober 2016, ISBN 978-3-426-78543-0.
  - Nicht schuldig! – 33 Jahre US-Haft für ein Verbrechen, das ich nicht begangen habe. Knaur, aktualisierte Ausgabe Dezember 2019, mit einem Jens Söring-Vorwort von Ende 2019, ISBN 978-3-426-78543-0.
  - Englische Übersetzung: A Far, Far Better Thing. Lantern Books, New York, Februar 2017, ISBN 978-1-59056-564-3 (mit Vorworten von Bill Sizemore und Martin Sheen).[121]
- Son of the Promise, ISBN 978-3-7394-7552-3. (Der erste Roman von Jens Söring, am 18. November 2019 als E-Book veröffentlicht.)
- Rückkehr ins Leben – Mein erstes Jahr in Freiheit nach 33 Jahren Haft. C. Bertelsmann Verlag, 20. September 2021, ISBN 978-3-570-10434-7.
- Toxische Leidenschaft. Die wahre Liebesgeschichte von Jens Söring und Elizabeth Haysom. Hörbuch, GD Publishing, 28. Oktober 2023. Inhalt: sieben Kapitel aus Sörings Buch Nicht schuldig! (2012), vorgelesen von Jens Söring.[122]

## Rezeption

### Bücher
Söring schrieb selbst mehrere Bücher zu seinem Fall (siehe oben). Außerdem erschienen folgende Bücher:
- Ken Englade: Beyond Reason. A True Story of a Shocking Double Murder, a Brilliant and Beautiful Virginia Socialite, and a Deadly Psychotic Obsession. St. Martin’s Press, 1990. Auch als E-Book.
- Siegfried Stang: Nebelkerzen: Die Haysom-Morde und die Suche nach der Wahrheit. Carpin, 2022, ISBN 979-8-8489-8749-2.
- Andrew Hammel: Martyr or Murderer: Jens Soering, the Media, and the Truth. Taschenbuch, November 2023. Auch als E-Book.

### Dokumentarfilme und -serien
- 6. Juli 2011: Keine Gnade für Häftling 179212? in der Reihe ZDFzoom.[123]
- 15. August 2011: Gefangener der US-Justiz – Jens Sörings Kampf um Freiheit in der Reihe Focus TV Reportage.[124]
- 27. Oktober 2016: Start des Dokumentarfilms Das Versprechen in den deutschen Kinos.
- 4. August 2020: Killing for Love – Der Fall Jens Söring, ZDFinfo.[125]
- 1. November 2023: NDR-Dokumentation Mord. Macht. Medien. Der Fall Jens Söring in der Reihe ARD Crime Time. Vier Folgen:[126]
Das Verbrechen (32 Min.), Hinter Gittern (40 Min.), Der Kampf um die Wahrheit (36 Min.) und das Zapp-Spezial Jens Söring: Medienkarriere eines Mörders (35 Min.).[127]
- 2. November 2023: vierteilige Netflix-Miniserie Der Fall Jens Söring – Tödliche Leidenschaft.[128]

### Podcasts
- Karin Steinberger, Marcus Vetter: Das Versprechen: Der Fall Jens Söring. NDR Kultur, NDR 2, SWR2, 5. Juni 2018. 7 Folgen (durchschnittlich ca. 25 Min.).[129]
- Heike Borufka, Basti Red: Doppelmörder Söring. im Podcast Verurteilt!, hr-info, 22. Januar 2020 (82 Min.).
- General-Anzeiger (Bonn): Killing for love – Der Fall Jens Söring im Podcast Akte Rheinland, 14. Januar 2021 (33 Min.).[130]
- Nadine Landert, Marlen Oehler: Jens Söring: 33 Jahre unschuldig in Haft?, Podcast NZZ Akzent, 21. Oktober 2021 (18 Min.).
- CCC Cinema und Television, Argon Verlag: Das System Söring. 8 Folgen, 22. Februar bis 5. April 2022 (8-mal ca. 40 Min.).
- Deutschlandfunk Kultur: Doppelmörder oder Justizopfer?, 5. April 2022 (43 Min.).
- Deutschlandfunk Kultur: „Nebelkerzen“ – Kriminaldirektor a. D. und seine Ermittlungen im Fall Söring, 21. Oktober 2022 (16 Min.).
- Jasmin Brock: Jens Söring – Mörderischer Medienstar im Tagesschau-Podcast 11KM, 31. Oktober 2023 (40 Min.).
- Daniela Hillers, Ralph Guise-Rübe: Der Fall Jens Söring: Ein deutscher Richter urteilt, 31. Oktober 2023. 11 Folgen (durchschnittlich ca. 35 Min.).

Englisch
- Amanda Knox: Reihe Killing for Love im Podcast The Truth About True Crime, 9 Folgen, Mai bis Juli 2019 (durchschnittlich ca. 35 Min.).
- Podcast Wrongful Conviction: Jason Flom, John Grisham and Chip Harding with Jens Soering, 2019 (61 Min.).
- Rachel Ryan, Jaclyn Piermarini, Courteney Stuart: Small Town Big Crime. 20 Folgen, November 2019 bis Juni 2022 (durchschnittlich ca. 20 bis 25 Min.).
- Amanda Knox, Christopher Robinson: Folge The Ultimate Putz (Jens Soering) im Podcast Labyrinths, 13. April 2022 (54 Min.).
- Amanda Knox, Christopher Robinson: Folge Debunking Innocence (Andrew Hammel) im Podcast Labyrinths, 21. September 2023 (80 Min.).

## Dokumente zum Fall Söring (Auswahl)
- Briefe von Elizabeth Haysom an Jens Söring vom 20. und 22. Dezember 1984 (Seite 1 und Seite 2 von 3 Seiten)
- Briefe von Jens Söring an Elizabeth Haysom, 27. Dezember 1984 – 13. Januar 1985, als fortlaufende Tagebuch-Einträge aneinandergereiht (PDF, 39 Seiten).
- Protokolle des Prozesses gegen Elizabeth Haysom 1987 (740 Seiten). PDF-Download hier unter Elizabeth Haysom’s 1987 Trial.
- Protokolle des Prozesses gegen Jens Söring 1990, Teil 1 (1710 Seiten) und Teil 2 (874 Seiten). PDF-Download hier unter Jens Soering June 1990 Trial.
- Terry Wright: A True Report on the Facts of the Investigation of the Murders of Derek and Nancy Haysom, 2019 (454 Seiten). Eine kriminalistische Analyse des Falls, adressiert an den Gouverneur von Virginia. Der Wright-Report wurde nach Sörings Freilassung im Internet veröffentlicht (PDF; 6,2 MB).[131]
- Newsarchiv auf der Website zum Film Das Versprechen (2016), enthält Presseberichte, überwiegend in Englisch, zum Fall Söring bis 2020.